# Jean-Jacques Olier
 (février 2025).
Pour les articles homonymes, voir Olier.
Jean-Jacques Olier de Verneuil (20 septembre 1608 à Paris - 2 avril 1657 à Paris), dit aussi « Monsieur Olier », était un mystique et un prêtre français.

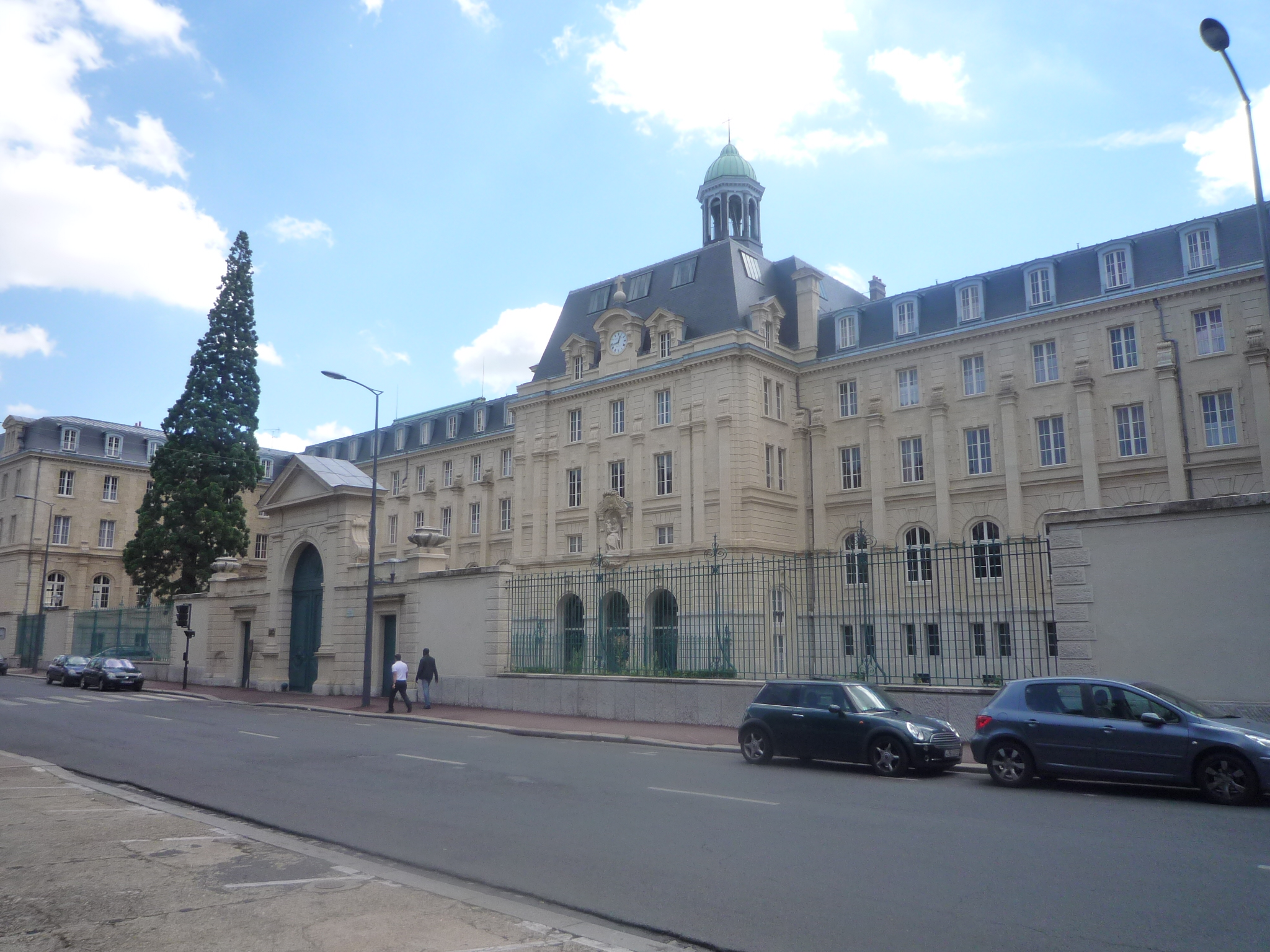
Séminaire Saint-Sulpice.

Il a créé le premier séminaire français, à la suite du concile de Trente, a fondé la Compagnie des prêtres de Saint-Sulpice. Sa communauté a participé à l'essor des missions dans les campagnes de France, aux développements des séminaires en France et à l'évangélisation du Canada.

## Biographie

### Jeunesse
Oncle maternel de la célèbre marquise de Brinvilliers, Jean-Jacques Olier naît rue du Roi-de-Sicile dans le quartier du Marais à Paris et est baptisé le jour même à l'église Saint-Paul. Il était le fils de Jacques Olier († 1631 ; fils aîné de François Olier et Madeleine Molé, fille de Nicolas Molé de Jusanvigny), du chef de sa femme sire d'Ivry, Verneuil et Chapet, et de Marie Dolu († 1659 ; mariée en 1599). Il était le cousin germain d'Edouard Olier (1603-1665), 1er marquis de Nointel en 1634, père lui-même du marquis Charles-Marie-François Olier de Nointel (1635-1685).
Né à Paris, son père Jacques Olier de Verneuil, conseiller au parlement de Paris, devient administrateur de justice à Lyon, ce qui entraîne l'installation de la famille dans cette ville en 1617. Il fait une bonne scolarité classique chez les jésuites (1617-25) ; c'est là qu'il rencontre saint François de Sales qui l'encourage à devenir prêtre[réf. nécessaire].
De retour à Paris, son père ayant été nommé conseiller d'État en 1625, il étudie la philosophie au collège d'Harcourt, la théologie scolastique et la patristique en Sorbonne. Parallèlement il prêche, en vertu d'un bénéfice que son père lui avait procuré, adoptant le style ambitieux et pompeux du moment ; il fréquentait également la société élégante, devenant un « clerc mondain »[réf. nécessaire].

### Conversion
Maîtrisant parfaitement le latin et le grec, il part pour Rome, afin d'apprendre l'hébreu : cela lui procurera une certaine renommée en défendant des thèses en Sorbonne dans cette langue. Il tombe malade et manque de perdre la vue ; il se rend en pèlerinage à Lorette, où il n'obtient pas seulement sa guérison, mais aussi une conversion complète à Dieu. Après cette rencontre avec un « Dieu personnel », il envisage de devenir chartreux, et visite des monastères en Italie du Sud[réf. nécessaire].
En 1631, Mère Agnès de Jésus a une vision de la Vierge Marie lui demandant de "prier pour l'abbé de Pébrac". L'abbé de l'abbaye de Pébrac n'est autre que M. Olier mais il ne connaît pas cette abbaye qu'il a reçue en commende, ne touchant que les bénéfices de cette abbaye.
À la mort de son père (1631), il rentre à Paris. Refusant une aumônerie à la cour, qui lui ouvrait la route des honneurs, il commence à réunir mendiants et pauvres dans sa maison pour les catéchiser. Ayant rencontré saint Vincent de Paul, il aide sa communauté, dans ses missions à Paris et dans les provinces. Il s'applique à améliorer sa formation en revenant à l'essentiel : Sa retraite d'ordination est prêchée par saint Vincent de Paul. Il est ordonné prêtre pour le diocèse de Paris le 21 mai 1633. En 1633, il eut la vision d'une religieuse, Mère Agnès de Jésus, qu'il ne connaissait pas. Il participe à l'œuvre de « monsieur de Paul », refusant toute promotion ecclésiastique — qui lui était garantie — et s'implique dans les « missions rurales », d'abord en Auvergne (où il rencontra Mère Agnès), puis près de Nantes et d'Amiens.

### L'œuvre des séminaires

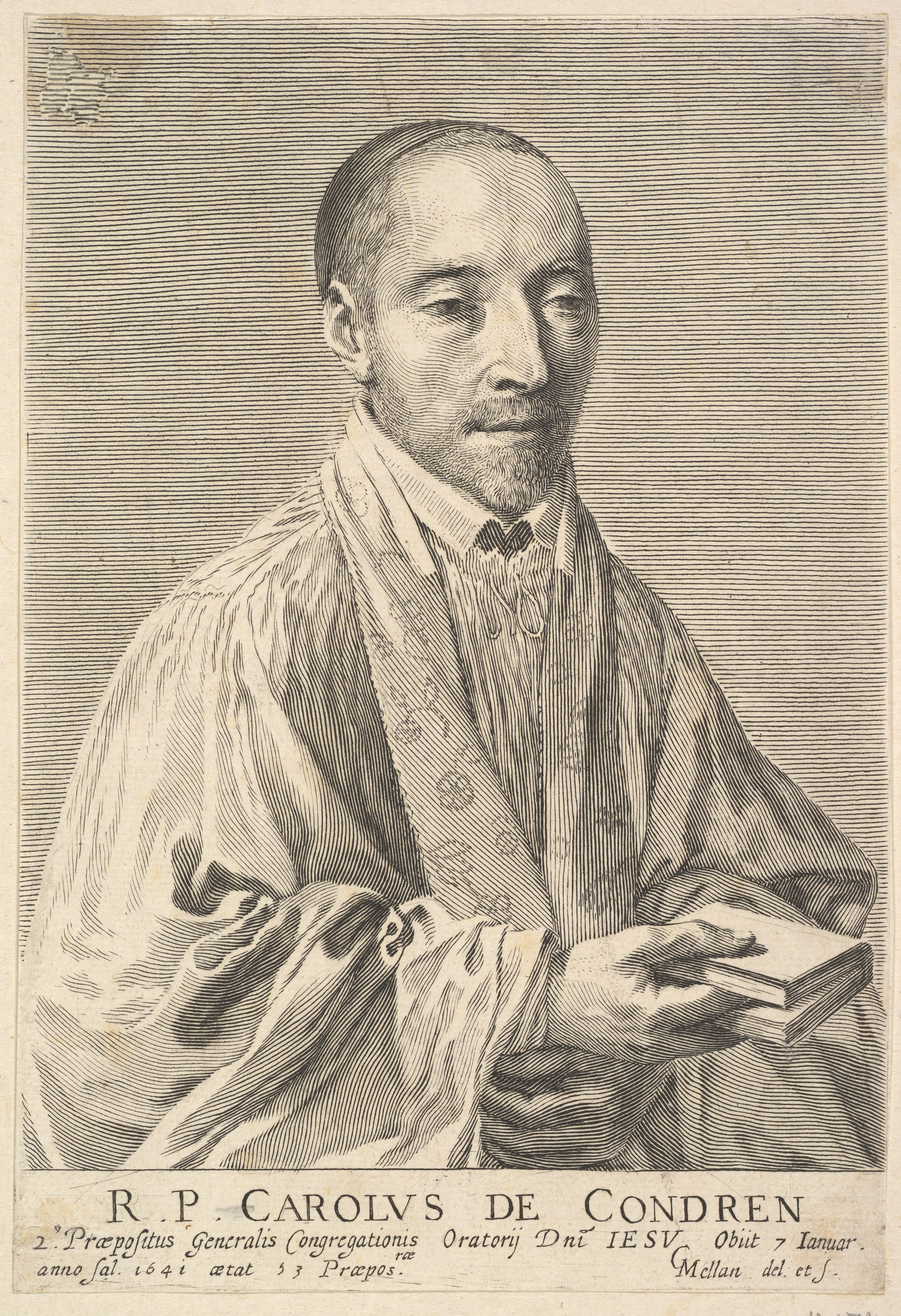
Le Père Charles de Condren, Société de l'oratoire de Jésus.

En 1635, il rencontre le Père Charles de Condren, supérieur de l'Oratoire de France. Il lui demande de devenir son directeur spirituel. Il entre en profonde dépression physique et spirituelle en 1639, qui n'ira que s'aggravant jusqu'à la mort du Père de Condren. En juin 1639, il prêche une mission en Picardie à Montdidier, puis dans le diocèse de Chartres, plusieurs entre fin 1639 et avril 1641. Il éprouve alors de grandes épreuves intérieures, alors que l'on tentait sous la direction de Denis Amelote de créer un séminaire. La mort du P. de Condren en janvier 1641 est pour lui un choc salutaire qui lui permet de sortir de l'impasse. Il décide de s'impliquer dans la formation des prêtres : il sait d'expérience que le prêtre doit être non seulement savant mais aussi, et surtout, être un homme de prière — Les missions dans lesquelles le P. de Condren l'avait employé avaient pour but de graver dans son esprit les besoins religieux du pays. Il s'installe à Vaugirard en septembre, avec deux autres prêtres, crée une vie paroissiale centrée sur la vie spirituelle. En décembre 1641, il ouvre une maison de formation, qui va accueillir de nombreux jeunes[réf. nécessaire].
Il obtient par transaction la cure de la paroisse Saint-Sulpice le 25 juin 1642, charge qu'il accepte malgré l'opposition de sa famille qui voyait pour lui une destinée plus glorieuse. Curé, il se donne à sa paroisse, tout en tenant sa maison de formation cléricale qui devient assez vite un exemple pour le diocèse de Paris. L'évêque lui demande d'assurer la formation de tous les postulants à la prêtrise du diocèse, et lui accorde de grands bâtiments à proximité de son église. Le séminaire Saint-Sulpice voit le jour. Il organise dans le même temps la communauté des « prêtres du clergé ». Parallèlement sa vie spirituelle s'intensifie : il fait vœu de servitude à Jésus le 11 janvier 1642, et aux âmes un an plus tard et surtout le vœu de l'Hostie le 31 mars 1644 dans la droite ligne des idées du cardinal de Bérulle. La paroisse qui végétait deviendra en dix ans un phare de la vie chrétienne parisienne, malgré les oppositions. Il échappe à un pugilat en 1645[réf. nécessaire].
Plusieurs diocèses font alors appel à lui pour organiser des séminaires sur le modèle sulpicien : il envoie des membres de sa compagnie des prêtres de Saint-Sulpice dans les diocèses de Nantes (1649), Viviers, Saint-Flour (1651), Le Puy (1652) et Clermont (1656)[réf. nécessaire].
Les séminaristes de Saint-Sulpice suivent les cours de théologie en Sorbonne et reçoivent une formation spirituelle au séminaire. Leurs études duraient deux ans, et des prêtres d'autres paroisses y venaient faire des séjours. On peut remarquer que saint Jean Eudes prêche aussi des missions à Saint-Sulpice à cette époque et fonde le séminaire de Caen. Les deux hommes sont animés du même zèle apostolique.

### Les missions canadiennes
| - La consécration du projet des associés de Montréal. - On commémore Olier sur une plaque du monument aux pionniers de Montréal. |

De tempérament missionnaire, ayant lui-même eu l'occasion d'œuvrer pour les missions rurales, Monsieur Olier n'aura plus l'occasion de parcourir le monde. Sa rencontre avec Jérôme Le Royer de la Dauversière, en 1639 lui a ouvert les horizons de la Nouvelle-France. Avec ce dernier et le baron Pierre de Fancamp, il participe à la fondation de la « Société de Notre-Dame de Montréal pour la conversion des sauvages de la Nouvelle-France »[réf. nécessaire].
« Le 3 février 1641, à la cathédrale Notre-Dame de Paris, des nobles dames, des seigneurs, et des prêtres, ayant rêvé de fonder une ville du nom de Ville-Marie (aujourd’hui Montréal) dans une île  du  Canada  sauvage,  assistent  à  une  messe,  présidée  par M.  Jean-Jacques  Olier,  fondateur  des  Sulpiciens,  afin  de  mettre leur «folle entreprise» sous la protection de la Vierge Marie». »
En 1652, à cause d'une attaque cérébrale, dont il se remet mais reste diminué, il démissionne de sa charge de curé de la paroisse Saint-Sulpice, qui est confiée à son disciple le Père de Bretonvilliers, tout en gardant la direction du séminaire. Il réussit tout de même à organiser des conférences pour Charles II d'Angleterre en 1653, en vue de sa conversion, et rencontre le P. Alexandre de Rhodes, missionnaire au Tonkin. L'année suivante en 1654, il participe à l'établissement d'une communauté féminine, alors qu'il souffre d'une paralysie partielle[réf. nécessaire].
C'est parmi ses jeunes prêtres qu'il va choisir quatre volontaires pour la mission montréalaise. Il les forme et c'est à sa mort que ses missionnaires vont rejoindre le Canada le 29 juillet 1657[réf. nécessaire].
Il meurt le lundi de Pâques 1657, après avoir été réconforté par une visite de  saint Vincent de Paul[réf. nécessaire].

## Spiritualité

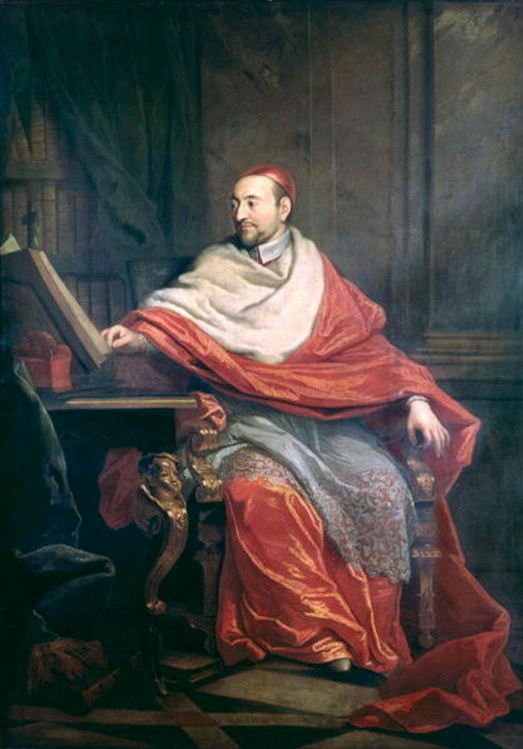
Portrait du cardinal Pierre de Bérulle, par Philippe de Champaigne.

Au travers des deux maîtres auxquels il s'était attaché (Vincent de Paul et le Père de Condren), Monsieur Olier s'est nourri de l'influence bérullienne et participe à l'École française de spiritualité. Il insiste en particulier sur la louange que le Christ adresse continuellement à Dieu le Père. Louange à laquelle chaque chrétien est invité à s'associer, car cela est devenu possible par la participation aux mystères de Jésus et par l'action de l'Esprit saint dans les cœurs[réf. nécessaire].
Comme réformateur marquant du clergé français, la figure du prêtre a chez lui une grande importance. Il est celui qui assure la présence sacramentelle du Christ. Avec le Christ, il offre sa vie au Père. Enfin il conduit les chrétiens à s'unir dans leur vie à la prière du Christ. Jean-Jacques Olier a ainsi été l'un des artisans les plus importants de la spiritualité sacerdotale à partir du XVIIe siècle.

## Publications
- Le catéchisme chrétien et La journée chrétienne, éd. F. Amiot, Le Rameau, Paris, 1954.
- Le traité des Saints Ordres, comparé aux écrits authentiques de Jean-Jacques Olier († 1657), éd. G. Chaillot, P; Cochois, I. Noye, Procure de la Compagnie de Saint-Sulpice, Paris, 1984.
- L’Esprit des cérémonies de la messe, éd. C. Barthe, Le Forum, Perpignan, 2004.
- L'Âme cristal. Des Attributs divins en nous, éd. M. Mazzocco, Paris, Seuil, 2008.
- De La Création du monde à La Vie divine, éd. M. Mazzocco, Paris, Seuil, 2009.
- Des anges. Fragrances divines et odeurs suaves, éd. M. Mazzocco, Paris, Seuil, 2011.
- Tentations diaboliques et Possession divine, éd. M. Mazzocco, Paris, Honoré Champion, 2012.
- Correspondance, éd. G. Chaillot, I. Noye, B. Pitaud, Paris, H. Champion, 2014.
- Introduction à la vie et aux vertus chrétiennes, avec une seconde partie inédite De la conformité à l’extérieur des mystères, édition critique d’après les manuscrits par M. Mazzocco, Paris, Éditions Honoré Champion, 2016.

## Postérité
Une voie du 15e arrondissement de Paris, la rue Olier est nommée à sa mémoire, comme la promenade de l'allée du Séminaire - Jean-Jacques-Olier dans le 6e arrondissement de Paris[réf. nécessaire].

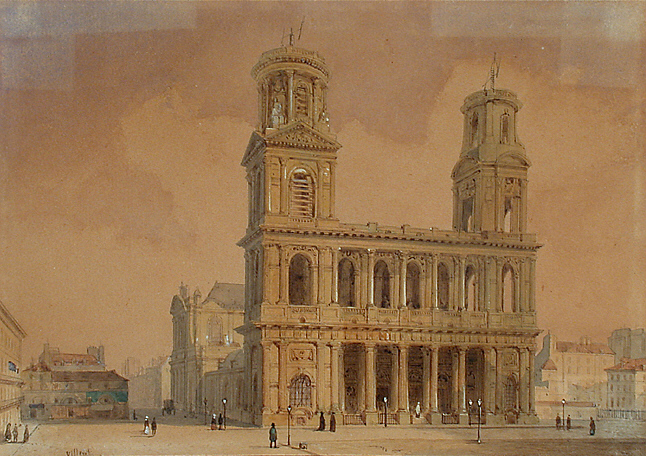
Vue de l'église Saint-Sulpice, Paris XIXe siècle, François-Étienne Villeret.
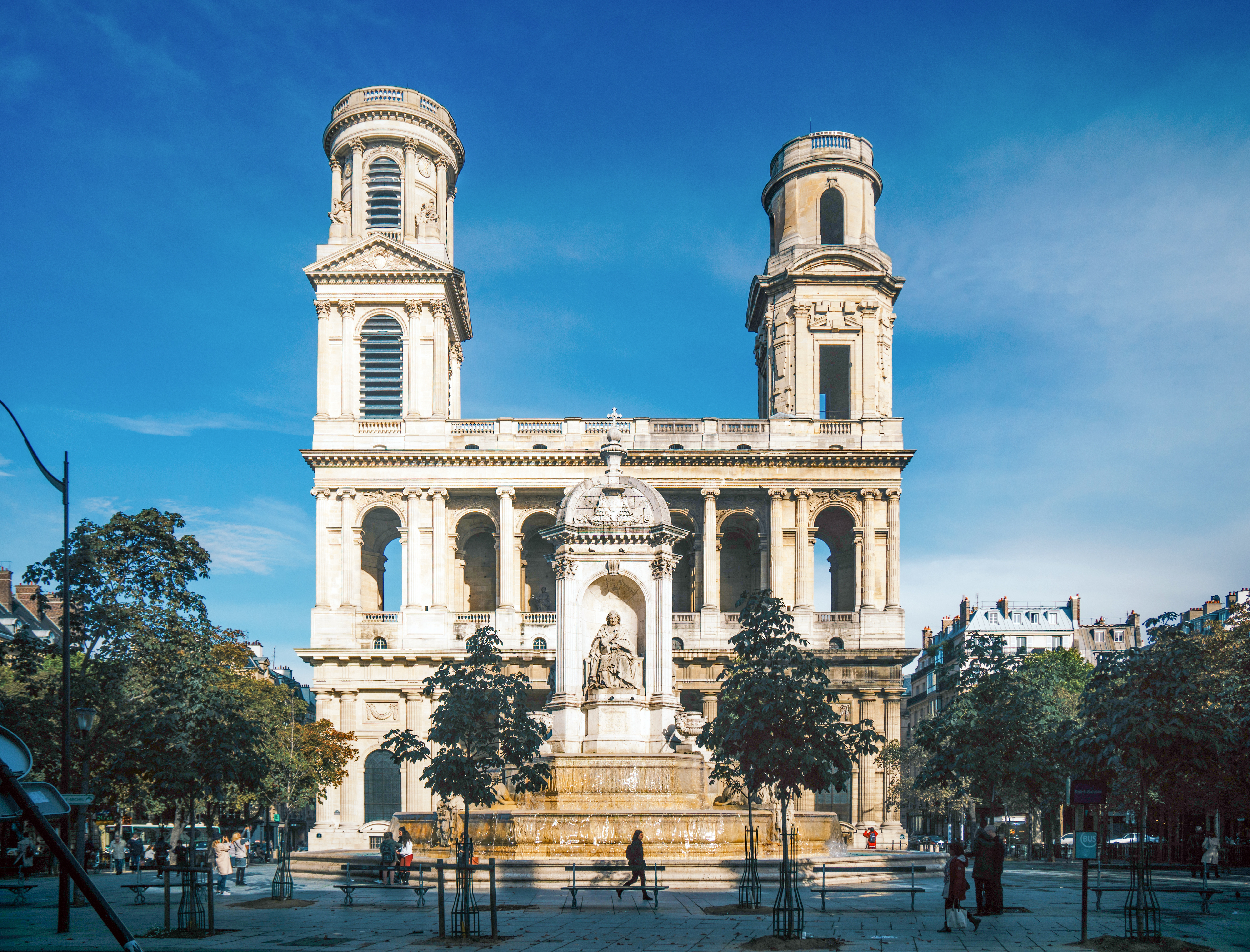
Église Saint-Sulpice de Paris.
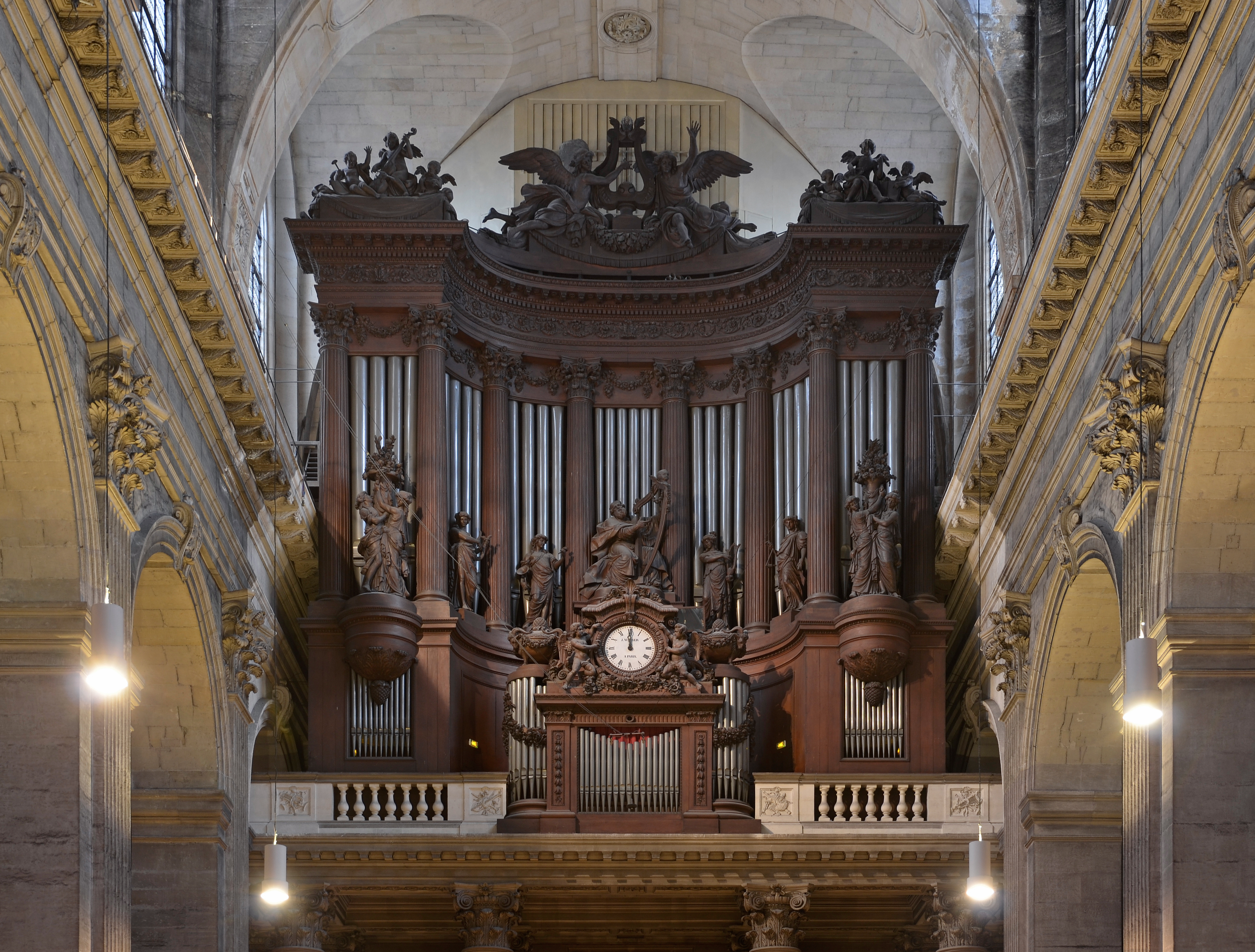
Église Saint-Sulpice de Paris, les grandes orgues.

### CD
La tradition organistique de Saint-Sulpice est très ancienne. Dès le milieu du XVIe siècle on trouve la présence d’un organiste. Puis les célèbres Guillaume-Gabriel Nivers et Louis-Nicolas Clérambaultt se succèdent. Mais tous ces musiciens sont au service de la première église paroissiale de Saint-Sulpice[réf. nécessaire].
- L'orgue de Saint Sulpice : Joseph Nolan (organist) (en)
  - The Organ of Saint Sulpice, Paris by Joseph Nolan, Signum, coll. « Signum Records SIGCD167 », 2009 (ASIN B01KBI5W7G)
- Bruno Morin : Orgue Cavaillé- Coll de L’église Saint-Sulpice - Paris. (Interprète), Schumann. l'Œuvre pour Orgue : Morin., Triton, 2014 (ASIN B00022GHIA)
- Marcel Dupré, Bach: Préludes et fugues, BWV 532, 543 & 548 (Aux grandes orgues de l'église Saint-Sulpice de Paris) [Mono Version], BNF Collection, 2015 (ASIN B019X5N1PI)